# Винни-Пух, а с ним и Тигра!
Винни-Пух, а с ним и Тигра! — мультипликационный фильм, основанный на книгах о Винни-Пухе, написанных Аланом Александером Милном. Этот мультфильм, который стал третьим коротким фильмом о Винни-Пухе, был выпущен компанией The Walt Disney Company. Номинация на премию «Оскар» (1975) в категории: «Лучший анимационный короткометражный фильм».

## Сюжет
Пух приходит в своё Место для Раздумий. Там на него напрыгивает Тигруля, который затем напрыгивает на Пятачка и Кролика. Это становится для Кролика последней каплей. Он созывает собрание (из Пуха и Пятачка) и предлагает завести Тигрулю в лес и там потерять. На следующий день они приводят план в исполнение. Но после того как Тигруля ускакал, друзья постоянно ходят по кругу, но Кролик отказывается это признавать. Пух предлагает следующее: так как они ищут дом, а находят яму, то им надо постараться найти яму и тогда они найдут дом. Кролик считает эту идею глупой и уходит в туман, чтобы найти яму, но теряется. Пятачок и Винни всё ждут его, но проходит очень много времени. Пух решается идти домой, так как горшочки с мёдом зовут его животик. Таким образом им удаётся выйти из тумана. Так же им встречается Тигруля, который затем отправляется искать Кролика. Кролик тем временем заблудился окончательно, и начал пугаться простых звуков. Но Тигруля его находит (он утверждает, что «Тигрули никогда не теряются») и выводит его.

## В ролях
| Персонаж        | Оригинальное озвучивание | Русский дубляж     |
| --------------- | ------------------------ | ------------------ |
| Винни-Пух       | Стерлинг Холлоуэй        | Владимир Баранов   |
| Тигра           | Пол Уинчелл              | Виктор Костецкий   |
| Пятачок         | Джон Фидлер              | Андрей Матвеев     |
| Рассказчик      | Себастьян Кэбот          | Станислав Концевич |
| Кролик          | Джуниус Мэтьюс           | Георгий Корольчук  |
| Сова            | Хал Смит                 | Борис Шварцман     |
| Крошка Ру       | Клинт Ховард             | —                  |
| Иа-Иа           | Ральф Райт               | Дмитрий Лагачёв    |
| Суслик          | Ховард Моррис            | Леонид Мозговой    |
| Кристофер Робин | Джон Уэлмсли             | Артём Сергеев      |